# 33420 Derekwoo
33420 Derekwoo è un asteroide della fascia principale. Scoperto nel 1999, presenta un'orbita caratterizzata da un semiasse maggiore pari a 2,3380322 UA e da un'eccentricità di 0,0275426, inclinata di 9,47761° rispetto all'eclittica.